# Olër
L'Olër (in russo Олёр?) è un fiume della Siberia Orientale, affluente di sinistra della Bol'šaja Čukoč'ja. Scorre nel Nižnekolymskij ulus della Sacha (Jacuzia), in Russia.
Il fiume ha origine dal lago Bol'šoj Olër ad un'altitudine di 14 m sul livello del mare. Scorre in direzione nord-orientale lungo la tundra pianeggiante. Il letto del fiume è molto tortuoso e ci sono molti laghi nel bacino. La lunghezza del fiume è di 229 km, l'area del suo bacino è di 3 890 km². Sfocia nella Bol'šaja Čukoč'ja a 207 km dalla foce.